# Прикладная релаксация
Прикладная релаксация (англ. applied relaxation, часто применяется сокращение AR) — метод быстрой релаксации, используемый для уменьшения тревожности в стрессовых ситуациях. Освоение метода проводится с помощью поэтапного интенсивного тренинга длительностью 8–10 недель.
Метод прикладной релаксации был создан в конце 1980-х годов шведским психиатром Ларсом-Гораном Остом (sw:Lars-Göran Öst) на основе прогрессивной мышечной релаксации Эдмунда Джекобсона и других уже существующих приёмов релаксации. 
Впервые метод был описан в статье Оста «Applied Relaxation: Description of a Coping Technique and Review of Controlled Studies», опубликованной в 1987 году.
Особенностью метода является обучение быстрому распознаванию первых признаков тревожности (когнитивных, физиологических и эмоциональных). Благодаря этому, методика релаксации может быть применена на ранних стадиях возникновения тревожности, когда эмоции значительно легче поддаются контролю
.
Освоение метода включает пять этапов:
Этап 1. Прогрессивная мышечная релаксация (англ. progressive muscle relaxation).
На первом этапе производится обучение прогрессивной релаксации Джекобсона (этот метод сводится к напряжению, а затем к расслаблению различных групп мышц). Тренировка проводится дважды в день, в течение двух недель, или до тех пор, пока время, необходимое для полного расслабления, не уменьшится до 15–20 минут.
Этап 2. Релаксация без напряжения мышц (англ. release-only relaxation).
На этом этапе пропускается стадия напряжения мышц — отрабатывается лишь навык расслабления. Это сокращает время, необходимое для достижения состояния релаксации. Тренировка проводится дважды в день, в течение двух недель, или до тех пор, пока время, необходимое для полного расслабления, не уменьшится до 5–7 минут.
Этап 3. Релаксация, основанная на контроле с помощью ключевого сигнала (англ. cue-controlled relaxation). 
На этом этапе происходит переход к более быстрой методике расслабления (около 3–4 минут). Релаксация на этой стадии достигается главным образом с помощью дыхания и использования команды-стимула: необходимо глубоко дышать в спокойном медленном ритме, мысленно повторяя про себя на вдохе: «Вдохнуть» (англ. breathe in), а на выдохе мысленно произносить команду «Расслабиться» (англ. relax). При этом рекомендуется представить себе, что при выдохе тело освобождается от негативных эмоций, а затем сконцентрировать внимание на мышечных ощущениях (то есть на чувстве исчезновения мышечного напряжения). Благодаря этому, вырабатывается ассоциация между командой «Расслабиться» и мышечной релаксацией. Рекомендуется проводить подобную тренировку как минимум дважды в день (по возможности, чаще) до тех пор, пока время, необходимое для полного расслабления, не уменьшится до 3–4 минут. 
Этап 4. Быстрая релаксация (англ. rapid relaxation).
На этом этапе время, необходимое для достижения состояния релаксации, сокращается до 30 секунд. Кроме этого, производится отработка навыка релаксации в различных ситуациях повседневной жизни. Для закрепления навыков используется внешний стимул — предмет, который постоянно находится перед глазами (например, часы, картина на стене, и т. д.): следует проводить релаксацию, глядя на этот предмет. Рекомендуется даже отметить этот объект, прикрепив к нему кусок яркой ленты. Этот прием помогает постоянно вспоминать о необходимости регулярно отрабатывать навыки релаксации. Подобная тренировка должна проводиться пятнадцать-двадцать раз в день, в течение нескольких минут, до тех пор, пока время, необходимое для полного расслабления, не уменьшится до тридцати секунд.
Этап 5. Прикладная релаксация (англ. applied relaxation).
На финальной стадии обучения отрабатывается способность быстро расслабляться в стрессовой ситуации. При этом используются те же приёмы, что и на предыдущем этапе: в первую очередь, глубокое дыхание при первых признаках стрессовой реакции (сердцебиение, быстрое дыхание, потоотделение и т. д.) Для быстрого расслабления рекомендуется произвести два или три глубоких ритмичных вдоха-выдоха, затем продолжать глубоко дышать в спокойном медленном ритме, мысленно повторяя про себя на вдохе: «Вдохнуть…», а на выдохе: «Расслабиться…». После достижения состояния общей релаксации необходимо «просканировать» мышцы своего тела. Если где-либо будет обнаружено излишнее мышечное напряжение, следует применить к этой группе мышц метод прогрессивной релаксации. Эта методика может отрабатываться как в реальной, так и в воображаемой стрессовой ситуации. Отработку навыков необходимо проводить как минимум раз в день.
Исследования показали эффективность методики, в том числе при терапии панических атак, социальной тревожности
, и тиннитуса. При терапии тревожного расстройства положительный результат сохранялся через два года после окончания программы обучения.
По мнению некоторых авторов, обучение прикладной релаксации может проводиться с помощью интернета, без прямого контакта между терапевтом и клиентом.